# フィジーの映画
フィジーでは2004年に初めてフィーチャー映画が製作された。ヴィルゾニ・ヘレニコ監督による『The Land Has Eyes』は、ロツマ島を舞台とし、ロツマ人女優のSapeta Taitoとニュージーランドの女優のレナ・オーウェンが出演した。
2004年にはまたアメリカ映画の『Reel Paradise』が製作された。この映画はアメリカ人のジョン・ピアソンを描いており、フィジーの映画館では無料で鑑賞可能であった。2007年のミラ・クニスとピーター・ストーメア出演のアメリカ映画『ミラ・クニス 監禁島』はフィジーを舞台とした作品であるが、製作はフィジーでは行われなかった。フィジーの映画は『The Land Has Eyes』1本しか製作されておらず、フィジー・オーディオ・ビジュアル委員会は、外国の映画製作者を誘致し、フィジーを舞台とした映画を作らせることを目指している。2008年7月、委員会はフィジーを南太平洋のハリウッドこと「Bulawood」にすることを目指していることを表明した。
フィジーにはインド系の人々が多く在住しており、ボリウッド映画がインド系フィジー人及び先住フィジー人のあいだで人気である。一部の作品ではフィジー語吹き替えも行われている。